# Cortona
Cortona és una ciutat d'Itàlia a la província d'Arezzo, regió de la Toscana, amb prop de trenta mil habitants.

## Història
Va ser una de les més antigues i poderoses ciutats de l'interior d'Etrúria. Era a uns 15 km del Llac Trasimè, situada en un turó entre Arretium i Clúsium.
Hi ha confusió sobre el seu nom antic. La llegenda atribuïa la seva fundació a Dàrdan, el mític fundador de Dardània, nom antic de Troia. La va anomenar Coritus, un nom que els poetes llatins van utilitzar per referir-se a la ciutat, però era només una interpretació d'un mite grec. Dionís d'Halicarnàs diu que el nom era Crotona, i que quan s'hi va instal·lar una colònia romana va canviar el nom per Cortona. Titus Livi l'anomena sempre Cortona, fins i tot quan es refereix a la ciutat en ple període etrusc.
Dionís d'Halicarnàs diu que va ser una ciutat d'Úmbria que els pelasgs van conquerir. Un cop conquerida la van convertir en el seu centre d'operacions per conquerir tota Etrúria. Esteve de Bizanci anomena Cortona com la metròpoli dels tirrens.
Va ser una de les dotze ciutats confederades dels etruscs. Titus Livi diu Perusa, Cortona i Arretium eren les ciutats més importants d'Etrúria, i que l'any 310 aC va obtenir de Roma una pau per trenta anys que no es va respectar. Però no torna a ser esmentada i no se sap quan Roma la va ocupar.
A la Segona Guerra Púnica es menciona casualment. Hanníbal va arribar sota les seves muralles just abans de la batalla del llac Trasimè i devastar el seu territori però la situació inaccessible de la ciutat li va impedir de prendre-la. Estava situada al costat d'una vall ampla i plana que permetia el pas dels exèrcits, i la seva situació no la feia atractiva pel setge o l'assalt.
Al segle i aC la ciutat va rebre, segons Dionís d'Halicarnàs, una colònia romana, probablement en temps de Sul·la, que va repoblar aquell territori. No va tenir continuïtat i no figura a les llistes de Plini el Vell ni de Claudi Ptolemeu com a colònia, encara que els dos autors diuen que era una de les ciutats d'Etrúria. No se la menciona més, però les inscripcions diuen que va subsistir durant l'Imperi Romà. Als inicis del cristianisme va ser la seu d'un bisbe i probablement va seguir existint, encara que no se'n coneix res fins a principis del segle xii
Al segle xix, segons William Smith, tenia uns cinc mil habitants i conservava una part de les antigues muralles fetes amb pedra local. Són importants els túmuls funeraris etruscs trobats prop de la ciutat. Una de les tombes contenia objectes d'or i bronze i ceràmica pintada dels segles VII-VI aC. A l'interior hi havia també un llit funerari de pedra on s'havien representat diverses dones plorant en baix relleu, llit que ara és a Florència. Hi ha també l'anomenat túmul de Pitàgores, que no va viure aquí sinó a Crotona, que segurament és del segle vi aC amb un sostre de volta. Tots els túmuls estan construïts amb grans blocs de pedra.
Altres edificis són el Palazzo Casali que allotja el museu de l'Acadèmia Etrusca, la pinacoteca, la catedral romànica (reconstruïda als segles XV-XVI), les esglésies de San Domenico del segle xiv i San Francesco del XIII, i, a la rodalia, el santuari gòtic de Santa Margherita.

## Fills il·lustres
- Guido da Cortona (1187 - 1247), frare i beat
- Luca Signorelli o Luca da Cortona (c. 1445 - 1523) pintor
- Domenico Cecchi (1650-1717) soprano (castrat)
- Gino Severini (1883 - 1966) pintor futurista.